# Association sportive Arue
Maillots
L'Association sportive Arue, plus couramment abrégé en AS Arue, est un club polynésien de football fondé en 1965 et basé à Arue sur l'île de Tahiti.
Le club (qui est la section football du club omnisports du même nom) joue ses matchs à domicile au Stade de Arue.

## Palmarès
| Compétitions nationales                                                                                                |
| --- |
| - Championnat de Polynésie française (1) : - Champion : 1980. - Coupe de Polynésie française (1) : - Vainqueur : 1970. |

## Personnalités du club

### Présidents du club
- Marc Ploton (- 2018)[4]
- Jimmy Wong (2018 - )

### Entraîneurs du club
- Luca Garzia
- Thierry Roche

### Effectif actuel du club
- Équipe du club pour la saison 2020-21

| N° | Nat.                              | Poste | Nom du joueur     |
| -- | --------------------------------- | ----- | ----------------- |
| 1  | Drapeau de la Polynésie française | G     | Raitua Harehoe    |
| 2  | Drapeau de la Polynésie française | D     | Mathieu Talbot    |
| 3  | Drapeau de la Polynésie française | D     | Jonathan Peterano |
| 4  | Drapeau de la Polynésie française | M     | Maugaroa Matikaua |
| 5  | Drapeau de la Polynésie française | D     | Kaiki Ah Scha     |
| 6  | Drapeau de la France              | M     | Pierre Geslin     |
| 8  | Drapeau de la Polynésie française | M     | Kevin Mare        |
| 10 | Drapeau de la Polynésie française | A     | Hiro Tauhiro      |
| 11 | Drapeau de la Polynésie française | A     | Ariimatini Buchin |

| No. | Nat.                              | Position | Nom du joueur     |
| --- | --------------------------------- | -------- | ----------------- |
| 12  | Drapeau de la Polynésie française | D        | Garett Besseyre   |
| 13  | Drapeau de la Polynésie française | D        | Tamatoa Lyau      |
| 16  | Drapeau de la Polynésie française | D        | Simiona Deane     |
| 17  | Drapeau de la Polynésie française | A        | Steeve Hanoux     |
| 19  | Drapeau de la Polynésie française | M        | Marino Tetaria    |
| 24  | Drapeau de la Polynésie française | M        | Clayton Paitia    |
| 25  | Drapeau de la Polynésie française | D        | Nohoarii Deane    |
| 26  | Drapeau de la Polynésie française | M        | Cherry Tehaamoana |
| 30  | Drapeau de la Polynésie française | G        | Mael Williams     |